# 田野井一雄
田野井 一雄（たのい かずお、1940年10月12日 - ）は、日本の政治家。自由民主党所属の横浜市会議員（10期）。第37代横浜市会議長。

## 経歴
神奈川県横浜市港南区生まれ。横浜市立桜岡小学校、関東学院六浦中学校・高等学校、明治大学文学部を卒業。
青年会議所に所属しており、1983年には横浜青年会議所理事長に就任している。政界入りを考えはじめたのは、横浜市会議員の松村千賀雄に市議選への出馬を打診されたことがきっかけだが、青年会議所の活動に専念するために一度は辞退をしている。その後1983年に、横浜市会議員選挙に港南区から立候補し、定数6のうち5番目の得票数（8642票）で初当選。1999年には横浜市会議長に就任し、2002 FIFAワールドカップの誘致に尽力した。

## 人物
- 横浜市会議員としては菅義偉元首相の1期先輩にあたり、30年来の親交がある[5]。